# Partido Avante (Estados Unidos)
O Partido Avante (em inglês: Forward Party), também referido como Avante (em inglês: Forward, FWD), é um partido político centrista dos EUA. Foi fundado pelo ex-candidato à presidenciável Democrata e a prefeito de Nova Iorque Andrew Yang. O partido descreve seus objetivos como a redução da polarização política e a implementação de reformas eleitorais. Desde sua concepção, pretende obter acesso às urnas em todos os 50 estados do país e reconhecimento federal até 2028.
O partido foi oficialmente formado como um comitê de ação política (PAC) em 5 de outubro de 2021. O PAC pretendia buscar o reconhecimento da Comissão Eleitoral Federal como partido político para atingir o objetivo declarado de fornecer uma alternativa ao bipartidarismo dos EUA. Afirmou também que, por enquanto, os candidatos afiliados à organização permanecerão membros dos dois principais partidos políticos estadunidenses e terceiros, bem como candidatos independentes. Em 27 de julho de 2022, o partido anunciou que havia se fundido ao Serve America Movement (Movimento Sirva a América) e ao Renew America Movement (Movimento Renovar a América) para promover seus esforços para formar um novo partido denominado Forward (Avante).
Ideologicamente, o partido é populista e reformador. Considera-se de centro, embora também tenha sido descrito como pega-tudo ou sincrético devido sua relutância em manter quaisquer posturas ou posições firmes, e sua rejeição da dicotomia esquerda–direita. Seu populismo de estilo estadunidense, particularmente em sua plataforma inicial, focou em eleitores independentes e aqueles insatisfeitos com o bipartidarismo, e defendeu a renda básica universal dentro do capitalismo humanístico. Continua a apoiar reforma eleitoral e democrática.
Os princípios e posições do partido foram comentados positivamente por pessoas como a jornalista estadunidense Kara Swisher, embora tenham sido criticados como um rebranding do status quo, pouco inspirador e sem visão, por alguns da esquerda dos EUA que também questionaram o seu populismo e aspirações de ser um terceiro partido. Também foi criticado por alguns membros do Partido Democrata pela possibilidade de indiretamente poder acabar favorecendo o Partido Republicano em eleições.